# Guyancourt
Guyancourt este un oraș în Franța, în departamentul Yvelines, în regiunea Île-de-France. Orașul găzduiește Observatorul din Versailles.
1. ↑  répertoire géographique des communes, accesat în 26 octombrie 2015
2. ↑  dataset of postal codes in France, 1 octombrie 2018